# Mejtav (mošav)
Mejtav (hebrejsky מֵיטָב, anglicky Meitav, v oficiálním seznamu sídel Metav) je vesnice typu mošav v Izraeli v bloku vesnic Ta'anach, v Severním distriktu, v Oblastní radě Gilboa.

## Geografie
Leží v jihovýchodní části zemědělsky intenzivně obdělávaného Jizre'elského údolí nadaleko od okraje pohoří Gilboa, v nadmořské výšce 70 metrů. Západně od vesnice prochází vádí Nachal Gilboa.
Vesnice je situována 30 kilometrů jihozápadně od Galilejského jezera, 25 kilometrů západně od řeky Jordánu, cca 7 kilometrů jižně od města Afula, cca 72 kilometrů severovýchodně od centra Tel Avivu a cca 40 kilometrů jihovýchodně od centra Haify. Mejtav obývají Židé, přičemž osídlení v tomto regionu je ryze židovské. Výjimkou jsou vesnice Sandala a Mukejbla cca 3 kilometry jižním směrem, které obývají izraelští Arabové.
Mošav leží 4 kilometry severně od Zelené linie, která odděluje Izrael od okupovaného Západního břehu Jordánu.
Mejtav je na dopravní síť napojen pomocí severojižního tahu dálnice číslo 60 a východozápadního tahu lokální silnice číslo 675.

## Dějiny
Mejtav byl založen v roce 1954 jako součást bloku plánovitě zřizovaných zemědělských vesnic Ta'anach - חבל תענך (Chevel Ta'anach). Tento blok sestává ze tří takřka identicky rozvržených shluků zemědělských vesnic, které jsou vždy seskupeny po třech s tím, že v jejich geografickém středu se nachází malá čtvrtá vesnice, jež plní střediskové funkce. Mejtav leží v nejvýchodnější z těchto tří skupin, společně s vesnicemi Prazon a Avital a střediskovou obcí Merkaz Ja'el.
Prvními obyvateli mošavu Mejtav byli židovští přistěhovalci z Íránu a Kurdistánu. Šlo o jednu z prvních vesnic založených v bloku Ta'anach a její pracovní název zněl Ta'anach Gimel ('תענך ג). Osadníci neměli předchozí zkušenosti s farmařením a museli projít zemědělským výcvikem. Mošav postupně dosáhl ekonomické soběstačnosti.
Vesnice má přátelské vztahy s nedalekými arabskými vesnicemi Sandala a Mukejbla. Problémy ovšem činilo sousedství s palestinskými oblasti Západního břehu Jordánu okolo města Dženín. Zejména během 90. let 20. století. Od Západního břehu Jordánu byla tato oblast počátkem 21. století oddělena izraelskou bezpečnostní bariérou.
Ekonomika obce je již jen zčásti založena na zemědělství. Velká část lidí dojíždí za prací mimo mošav. V mošavu funguje zdravotní středisko, obchod, synagoga a mikve. Předškolní péče o děti a základní škola je v střediskové obci Merkaz Ja'el.

## Demografie
Obyvatelstvo mošavu Mejtav je smíšené, tedy sekulární i nábožensky založené. Podle údajů z roku 2014 tvořili naprostou většinu obyvatel v Mejtav Židé (včetně statistické kategorie "ostatní", která zahrnuje nearabské obyvatele židovského původu ale bez formální příslušnosti k židovskému náboženství).
Jde o menší sídlo vesnického typu s dlouhodobě rostoucí populací. K 31. prosinci 2014 zde žilo 461 lidí. Během roku 2014 populace stoupla o 2,4 %.
| Rok            | 1961 | 1972 | 1983 | 1995 | 2001 | 2003 | 2004 | 2005 | 2006 | 2007 | 2008 | 2009 | 2010 | 2011 | 2012 | 2013 | 2014 |
| -------------- | ---- | ---- | ---- | ---- | ---- | ---- | ---- | ---- | ---- | ---- | ---- | ---- | ---- | ---- | ---- | ---- | ---- |
| Počet obyvatel | 382  | 489  | 418  | 310  | 323  | 331  | 347  | 369  | 379  | 367  | 378  | 437  | 442  | 444  | 449  | 450  | 461  |